# لويس برييتو (لاعب كرة قدم)
لويس برييتو (بالإسبانية: Luis Prieto)‏ هو لاعب كرة قدم ومدرب كرة قدم باراغواياني في مركز الدفاع، ولد في 20 أبريل 1988 في انكارناسيون في باراغواي. لعب مع أوليمبيا أسونسيون وديبورتيس ماجالانز.

## وصلات خارجية
- لويس برييتو (لاعب كرة قدم) على موقع قاعدة بيانات كرة القدم.إي يو (الإنجليزية)
- لويس برييتو (لاعب كرة قدم) على موقع Soccerway.com (الإنجليزية)